# 久米島町
久米島町（日语：／ Kumejima chō */?，琉球語：／ ）位於琉球列島沖繩群島的久米島及附近島嶼，地處沖繩島西側。轄區包括久米島、奧武島、一著島、硫磺鳥島等島嶼。久米島町為2002年4月1日具志川村和仲里村合併而成的新城鎮。也是平成大合併中，沖繩縣裡第一個合併成功的行政區。
當地以甘蔗農業、浮淺等旅遊產業為主，近年來設立海洋深層水研究所，並開發海洋深層水的相關產品。當地町營的棒球場及久米島棒球場是日本職棒東北樂天金鷹的訓練場地。

## 地理

### 地域
久米島的劃分屬於高島。島的北側是宇江城山系，南側是阿拉山系。 水系豐富，有宇江城山系水源的白瀨川等。
| - 阿嘉 - 硫磺鳥島 - 宇江城 - 上江洲 - 宇根 - 奧武 - 大田 - 大原 - 嘉手苅 | - 兼城 - 北原 - 儀間 - 具志川 - 島尻 - 謝名堂 - 錢田 - 鳥島 - 仲地 | - 仲泊 - 仲村渠 - 西銘 - 比嘉 - 比屋定 - 真我里 - 真謝 - 山城 - 山里 |

## 歷史
- 島上發現最古老的遺跡為1.5萬~1.6萬年前的石器時代遺跡，
- 最早紀錄到久米島的文獻為『續日本紀』，714年來到日本的「球美」人被認為就是來自久米島。
- 1264年，久米島對沖繩島上的中山王國朝貢。
- 14世紀中，為琉球國第一尚氏王朝所征服。

| 時間     | 行政劃分   | 行政劃分 |
| 琉球王國 | 具志川間切 | 仲里間切 |
| 1900年代 | 具志川村   | 仲里村   |
| 1910年代 | 具志川村   | 仲里村   |
| 1920年代 | 具志川村   | 仲里村   |
| 1930年代 | 具志川村   | 仲里村   |
| 1940年代 | 具志川村   | 仲里村   |
| 1950年代 | 具志川村   | 仲里村   |
| 1960年代 | 具志川村   | 仲里村   |
| 1970年代 | 具志川村   | 仲里村   |
| 1980年代 | 具志川村   | 仲里村   |
| 1990年代 | 具志川村   | 仲里村   |
| 2000年代 | 久米島町   | 久米島町 |

- 1896年4月1日：實施郡區制，為島尻郡轄下具志川間切和仲里間切。
- 1908年4月1日：實施島嶼町村制，改設為具志川村和仲里村。
- 2002年4月1日：仲里村和具志川村合併為久米島町。

## 產業
主要的產業是旅遊業和農業。農業主要以入牛養殖、甘蔗、菊花的栽培為主。
近幾年開始發展海洋深層水產業，2000年成立了沖繩縣海洋深層水研究所，2004年成立了利用了海洋深層水的溫泉療養設施。同時，利用海洋深層水製作的鹽、食品也不斷的發展出來。

## 交通
- 久米島町營巴士有開設環島線、島尻線和機場線三條公車路線。
- 久米商船每日上午和下午各有一班渡輪來往久米島兼城港和沖繩島那霸港，其中上午的航班中途會短暫停留渡名喜島，每年3月至11月期間的週末，下午由兼城港出發的航班也停留渡名喜島。
- 日本越洋航空（JTA）每天有一班波音737-400的班機，以及琉球空中通勤每天一班DHC-8-100，來回那霸機場與久米島機場；每年6月至9月間，日本越洋航空更加開每日一班飛往東京羽田機場的航班。

### 道路
- 沖繩縣道89號久米島機場真泊線
- 沖繩縣道175號兼城港線
- 沖繩縣道242號宇根仲泊線
- 沖繩縣道245號久米島環島線

### 港口
- 兼城港
- 真泊港

### 機場
- 久米島機場

## 教育

### 高等学校
- 沖繩縣立久米島高等學校 （页面存档备份，存于）（久米島町嘉手苅）

### 中學校
- 久米島町立久米島中學校（久米島町儀間）
- 久米島町立具志川中學校（久米島町西銘）
- 久米島町立仲里中學校[永久]（久米島町比嘉）
- 久米島町立比屋定小中學校（久米島町宇江城）

### 小學校
- 久米島町立大岳小學校（久米島町山里）
- 久米島町立久米島小學校（久米島町儀間）
- 久米島町立清水小學校（久米島町鳥島）
- 久米島町立仲里小學校（久米島町謝名堂）
- 久米島町立美崎小學校（久米島町真謝）
- 久米島町立比屋定小中學校（久米島町宇江城）

## 本地出身之名人
- 仲原善忠（沖繩學學者）
- 大田昌秀（參議院議員、前沖繩縣知事）

## 媒體

### 電視
- 地面數位電視轉播站
  - 久米島中繼局
  - 久米島東中繼局

### 廣播
- NHK FM：84.2MHz
- FM久米島（日语：FM久米島）：89.7MHz，2012年5月17日開播

## 外部連結
- 久米島町營巴士 （页面存档备份，存于）